# لیناردو سیمیونی
لیناردو سیمیونی (به پرتغالی: Leandro Vilas Boas Simioni) مهاجم اهل برزیل است که در شهر سائو برناردو دو کامپو و در تاریخ ۲۹ سپتامبر ۱۹۷۴ به دنیا آمده‌است.
لیناردو سیمیونی در تیم‌های فوتبال پرتغال سابقهٔ حضور دارد.